# Unió Liberal de Granollers
La Unió Liberal de Granollers va ser una associació creada el 1887 per iniciativa dels sectors progressistes de Granollers amb objectius mutualistes i de beneficència. Aviat les seves activitats es van ampliar a la promoció de la cultura i l'educació arribant a tenir una gran influència a la ciutat. A Granollers és molt recordat el local que l'entitat tenia al carrer Anselm Clavé on hi destacava una sala de teatre. Aquest local fou confiscat el 1939 per la FET y de las JONS, fet que va representar la fi de La Unió Liberal. El local fou enderrocat el 1970.

## Història

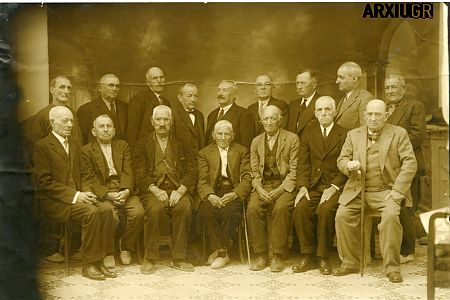
Els socis fundadors de la Unió Liberal de Granollers en una fotografia feta el 1930. (Fons Josep Garrell i Soto - Arxiu Municipal de Granollers)

A la fi del segle xix es viu a Granollers una situació social en la que els sectors de caràcter més conservador (tant les autoritats religioses com els grans propietaris i industrials) tenen un gran control sobre les estructures polítiques i administratives. A Granollers té un paper especialment rellevant el Centre Catòlic, des d'on els grups conservadors exerceixen també una important influència social.
Aquest fet va començar a ser molt criticat a través de la publicació periòdica El Congost, impulsada per l'impressor Esteve Garrell, de clara ideologia liberal. Des d'aquesta revista es promovia el dret a l'educació de la dona, el laïcisme, l'abolició de la pena de mort, i altres principis liberals, alhora que s'exercia una important crítica sobre els sectors conservadors. Aquesta publicació va tenir doncs molt de ressò en els cercles progressistes de Granollers i al seu entorn es generaven tertúlies sobre temes d'actualitat.
És segurament en aquestes tertúlies, recollint les idees promogudes per Garrell i amb ell mateix com un dels promotors, que va sorgir la idea de la creació d'una entitat de caràcter liberal. Així doncs es van reunir el 3 d'abril de 1887 més de dues-centes persones «pertenecientes a los diversos partidos liberales» de Granollers, segons consta a l'acta fundacional.
Les finalitats de l'entitat segons els seus estatuts són les pròpies d'una germandat de socors mutu i beneficència, però també busca promoure l'educació i la cultura per a tota la població, sempre buscant la manera de contrarestar la gran influència que tenia en la societat el Centre Catòlic. La bona acollida de la nova associació es pot comprovar a les cròniques de la celebració del primer aniversari, per a la qual es va organitzar una gran festa amb l'assistència d'unes dues mil persones.
Inicialment la Unió Liberal no comptava amb un local propi i les reunions se celebraven de forma rotatòria en locals d'altres entitats. El 1890 van adquirir uns terrenys a la carretera i comença la construcció d'un local gràcies al treball desinteressat de molts dels socis així com les aportacions econòmiques dels mateixos. Es va inaugurar el 2 de setembre de 1891. El local destaca pel Teatre de la Unió Liberal, una sala teatral de grans dimensions, enderrocat el 1973.
A partir de 1897 hi ha una entrada de persones vinculades als sectors conservadors i caciquistes que exerceixen una forta influència en els òrgans directius de la Unió Liberal que va portar a conflictes interns i expulsions de socis. A partir de 1910 aproximadament els sectors progressistes reprenen la direcció de l'entitat.
Durant els primers anys del segle xx s'estructuren les diverses seccions com la secció de teatre, una secció coral, una biblioteca i una caixa d'estalvis. El 1913 es crea l'Escola d'Ensenyament Lliure que garantia educació gratuïta a les famílies necessitades. També apareix l'Orfeó Granollerí, la secció artística i s'amplien les prestacions de la mútua.
El 1922 es porten a terme importants reformes a l'edifici de la Unió Liberal dirigides per l'arquitecte Manuel Joaquim Raspall i Mayol. També s'obre una escola de cinema i l'Esport Club Granollers estableix la seu social al local de la Unió Liberal.
Durant la dictadura de Primo de Rivera l'entitat va moderar la seva activitat i va poder evitar mesures repressives destacables i mantenir la seva activitat bàsica. Destaca d'aquesta època la creació d'una secció excursionista i l'organització de les primeres colònies escolars a Pineda de Mar.
Amb la fi de la dictadura hi ha també un canvi en la junta de l'entitat que serà ara formada per persones de clara tendència d'esquerres encapçalats per Valeri Mas i Casas. S'amplia el local i hi comencen algunes noves activitats com les classes d'esperanto.
En esclatar la Guerra Civil el local s'utilitza per a activitats de control obrer, tribunal popular i col·lectes per al front. Es paren les activitats culturals i recreatives però es mantenen els serveis socials. En acabar la guerra el local va ser saquejat i s'hi instal·la la Falange. Durant els anys de postguerra hi ha alguns intents tènues per part de socis de la Unió Liberal per recuperar l'edifici i reprendre l'activitat però sense èxit. El 1954 des de l'Ajuntament de Granollers es demana al Govern Civil la certificació de l'extinció de l'entitat per inactivitat.
El 1970 l'edifici passa a propietat municipal i el 1973 s'enderroca per a construir-hi l'actual museu de Granollers.
Després de la Guerra Civil Espanyola la documentació de La Unió Liberal es va perdre fins que el 2017 els descendents d'Esteve Duran Serra van donar a l'Ajuntament de Granollers els llibres d'actes de l'entitat que el seu pare havia conservat d'amagat durant dècades i que actualment es conserven a l'Arxiu Municipal que, a més, els ha digitalitzat i publicat a la secció "documents" de l'arxiu digital allotjat a la seva pàgina web. Aquesta donació va justificar també la creació del fons documental de La Unió Liberal.